# Čelistná
Čelistná (deutsch Tschelistna) ist eine Gemeinde in Tschechien. Sie liegt acht Kilometer südlich von Pelhřimov und gehört zum Okres Pelhřimov.

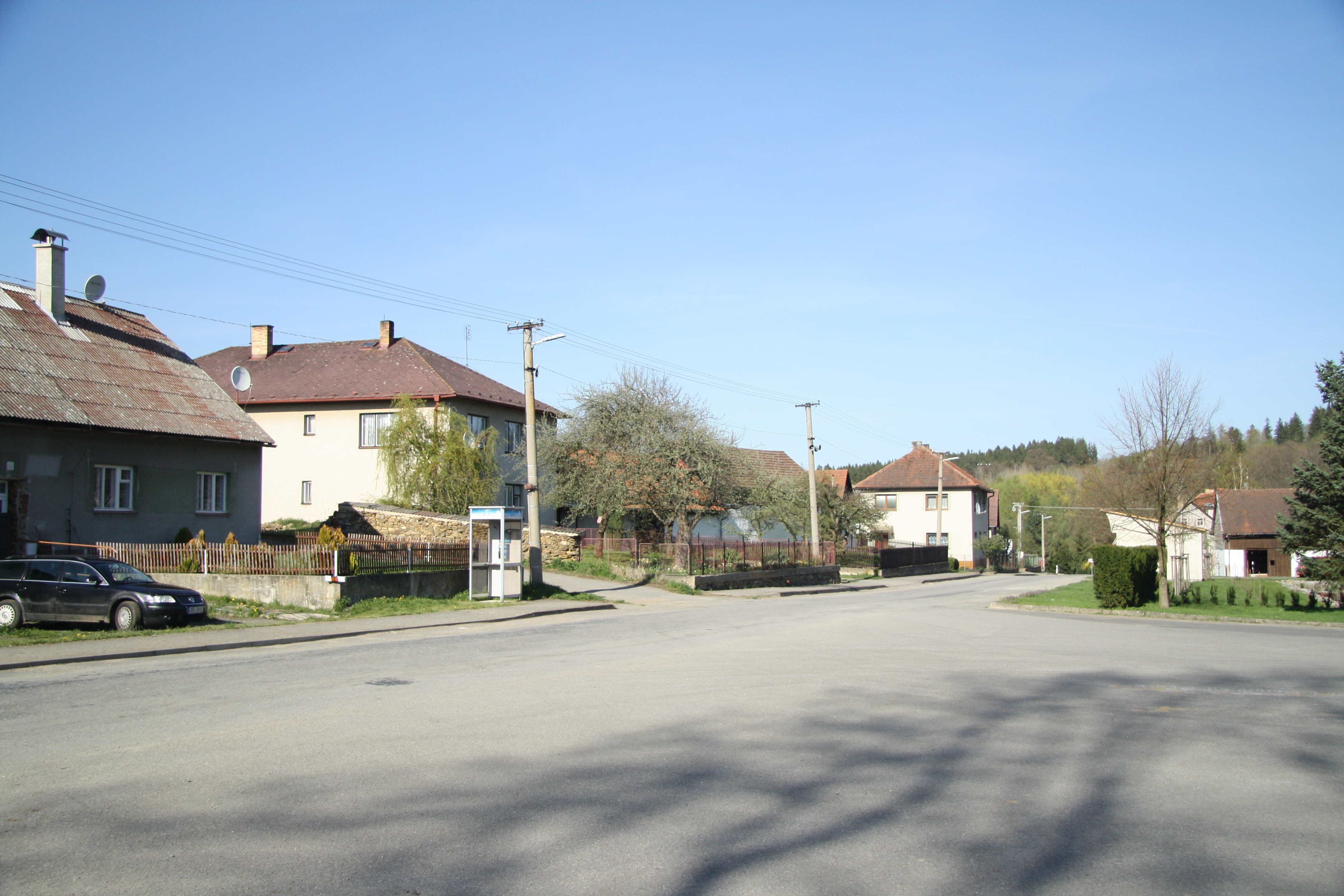
Ortsansicht

## Geographie
Čelistná befindet sich in der Böhmisch-Mährischen Höhe auf einem Höhenzug zwischen den Tälern Bělá und der Hejlovka. Das Dorf ist von den Kuppen des Holý kopec (626 m), Slavík (639 m) und Vaškův kopec (612 m) umgeben.
Nachbarorte sind Rynárec und Rovná im Nordosten, Vratišov im Osten, Mezná im Süden, Vlásenice-Drbohlavy im Südwesten, Božejov im Westen sowie Libkova Voda im Nordwesten.

## Geschichte
Die erste urkundliche Erwähnung von Čelistná als Besitz des Vilém von Rynářec stammt aus dem Jahre 1362. Burjan Trčka von Lípa erhielt 1467 durch Georg von Podiebrad einen Teil des Dorfes geschenkt und schloss diesen an seine Herrschaft Pelhřimov an. 1468 verkaufte er diesen Teil an Prokop Štítný von Štítné, der ihn an das Gut Proseč-Obořiště angliederte. 1535 erwarb Jan Leskovský von Leskovec Proseč-Obořiště mit allem Zubehör von Václav Štítný. Damit wurde Čelistná der Herrschaft Kamenice untertänig. 1549 kam Čelistná dann zu Božejov und ab 1579 gehörte es zu Horní Cerekev. Im Jahre 1619 wurde Jan Říčanský von Říčany Besitzer von Čelistná und löste den Ort von Horní Cerekev los. Er verlor nach der Schlacht am Weißen Berg seinen Besitz und Čelistná wurde wieder an Horní Cerekev angeschlossen, wo es bis zur Aufhebung der Patrimonialherrschaften verblieb.
1848 wurde Čelistná zu einer selbständigen Gemeinde mit den Ortsteilen Vlásenice–Drbohlavy und Vratišov. Bis 1880 trug die Gemeinde den Namen Čelistné. Nach der Änderung des Ortsnamens im Jahre 1900 in Čelisná erhielt der Ort 1910 den heutigen Namen Čelistná. Am 1. Juli 1975 wurde Čelistná nach Libkova Voda eingemeindet und zu Beginn des Jahres 1980 als Teil dieser Gemeinde an Pelhřimov angeschlossen. Seit dem 1. Januar 1993 ist Čelistná wieder selbständig.

## Gemeindegliederung
Für die Gemeinde Čelistná sind keine Ortsteile ausgewiesen.